# Бонкув-Кольонія
Бонкув-Кольонія (пол. Bąków-Kolonia) — село в Польщі, у гміні Русинув Пшисуського повіту Мазовецького воєводства.
Населення — 78 осіб (2011).
У 1975-1998 роках село належало до Радомського воєводства.

## Демографія
Демографічна структура станом на 31 березня 2011 року:
|          | Загалом | Допрацездатний вік | Працездатний вік | Постпрацездатний вік |
| -------- | ------- | ------------------ | ---------------- | -------------------- |
| Чоловіки | 41      | 8                  | 27               | 6                    |
| Жінки    | 37      | 6                  | 20               | 11                   |
| Разом    | 78      | 14                 | 47               | 17                   |